# インド農民デモ
インド農民デモ（インドのうみんデモ）は、2020年に成立したインドの農業新法に対する抗議行動。

## 概要
2020年9月、インドで「農産物流通促進法」「農民保護・支援・価格保障及び農業サービス法」「改正基礎物資法」が成立。これに対し11月26日から農家のデモが始まり、参加者は数万人規模に膨らんだ。2021年1月26日には農家と警官隊が衝突して死者も発生した。